# Knut Amelung
Knut Amelung (* 13. Februar 1939 in Stettin; † 26. Januar 2016) war ein deutscher Strafrechtswissenschaftler.

## Leben

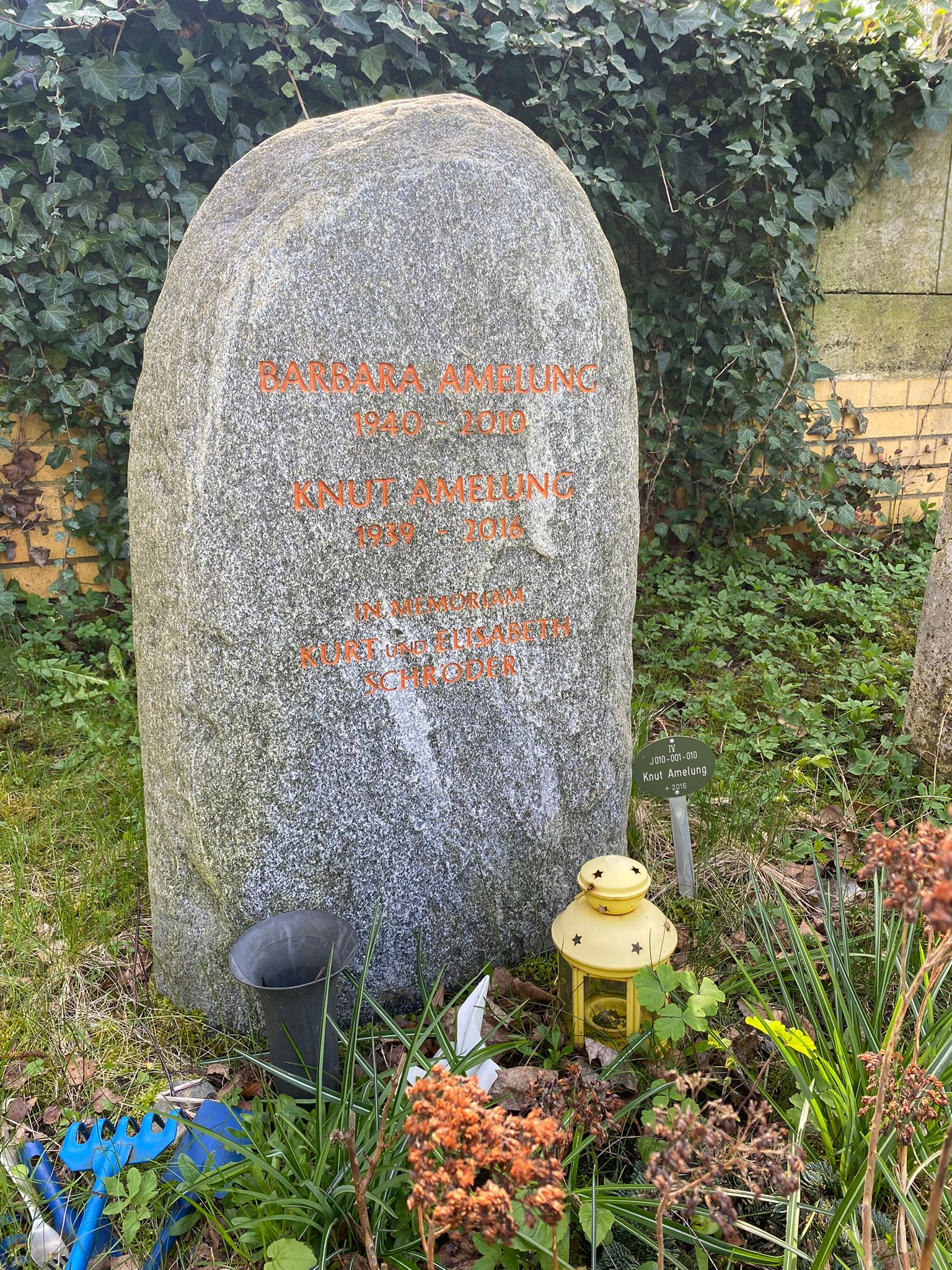
Grabstätte auf dem Friedhof IV der Gemeinde Jerusalems- und Neue Kirche

Amelung wurde in Stettin geboren, wo sein Vater seit 1927 als Zahnarzt tätig war. Nach der Flucht aus Stettin wuchs Amelung in Helmstedt in Niedersachsen an der innerdeutschen Grenze auf, der Heimatstadt seines Vaters. Von 1960 bis 1965 studierte Amelung Rechtswissenschaften und Soziologie an den Universitäten Freiburg im Breisgau, Lausanne und Göttingen. Im Jahr 1971 promovierte er – als Schüler von Claus Roxin – mit einer Arbeit zum strafrechtlichen Rechtsgüterschutz. Von 1975 bis 1977 war er Wissenschaftlicher Rat und Professor für Strafrecht an der Ruhr-Universität Bochum. Von 1977 bis September 1992 lehrte er als ordentlicher Professor an der Universität Trier Strafrecht, Strafprozessrecht, Rechtssoziologie und Methodenlehre. Dort war er 1981/1982 Dekan des Fachbereichs Rechtswissenschaft und von 1989 bis 1992 Vorsitzender der Versammlung der Universität. Im Wintersemester 1985/1986 arbeitete er als Stipendiat der Stiftung Volkswagenwerk an der Columbia-Universität in New York. Im Jahr 1981 lehnte er einen Ruf an die Universität Bielefeld, im Jahr 1988 einen Ruf an die Universität Münster ab; 
in beiden Fällen hatten die Studenten Amelung einen Fackelzug dargebracht.
Im Juli 1992 nahm er den Ruf auf den Lehrstuhl für Strafrecht, Strafprozessrecht und Rechtstheorie an der Technischen Universität Dresden an. Von April 1993 bis März 1994 war er Dekan der neuen Juristischen Fakultät. Am 6. Juli 2006 gab Amelung an der Juristischen Fakultät der TU Dresden seine Abschiedsvorlesung über die Anstiftung.
Danach war Amelung als Rechtsanwalt tätig – unter anderem war er einer der Verfahrensbevollmächtigten des Beschwerdeführers im Inzest-Beschluss des Bundesverfassungsgerichts 2008.
Knut Amelung fand seine letzte Ruhestätte auf dem Friedhof IV der Gemeinde Jerusalems- und Neue Kirche.

## Werk
Die Interessenschwerpunkte von Amelung lagen bei den sozialwissenschaftlichen Grundlagen des Strafrechts, den Beziehungen zwischen Straf-, Staats- und Verwaltungsrecht, im Medizinstrafrecht sowie beim Grundrechtsschutz im Strafverfahren.
Selbstständig veröffentlichte er die Monographien:
- 1972: Rechtsgüterschutz und Schutz der Gesellschaft
- 1976: Rechtsschutz gegen strafprozessuale Grundrechtseingriffe
- 1981: Die Einwilligung in die Beeinträchtigung eines Grundrechtsgutes
- 1990: Informationsbeherrschungsrechte im Strafprozess
- 1995: Vetorechte beschränkt Einwilligungsfähiger in Grenzbereichen medizinischer Intervention
- 1996:  Der Hausfriedensbruch, 2. Auflage
- 1996: Die strafrechtliche Bewältigung des DDR-Unrechts durch die Justiz der Bundesrepublik
- 1998: Irrtum und Täuschung als Grundlage von Willensmängeln bei der Einwilligung des Verletzten
- 2002: Die Ehre als Kommunikationsvoraussetzung
- 2011: Prinzipien Strafprozessualer Beweisverwertungsverbote (Sammelband mit Ergänzungen)

Amelung war Herausgeber des Sammelwerks Individuelle Verantwortung und Beteiligungsverhältnisse bei Straftaten in bürokratischen Organisationen des Staates, der Wirtschaft und der Gesellschaft aus dem Jahr 2000 sowie Mitverfasser des Alternativkommentars zur Strafprozessordnung und der Schrift Dürfen Ärzte mit Demenz-Kranken forschen? aus dem Jahr 1995.
Er war Mitglied der Akademie für Ethik in der Medizin e. V. und im Beirat des Max-Planck-Instituts für ausländisches und internationales Strafrecht in Freiburg im Breisgau.